# Paraglyphesis monticola
Paraglyphesis monticola is een spinnensoort in de taxonomische indeling van de hangmatspinnen (Linyphiidae).
Het dier behoort tot het geslacht Paraglyphesis. De wetenschappelijke naam van de soort werd voor het eerst geldig gepubliceerd in 1991 door Kirill Yuryevich Eskov.